# Nyctemera floresicola
Nyctemera floresicola är en fjärilsart som beskrevs av Walter Karl Johann Roepke 1954. Nyctemera floresicola ingår i släktet Nyctemera och familjen björnspinnare. Inga underarter finns listade i Catalogue of Life.